# Brigitte de Prémont
 (février 2024).
Si vous disposez d'ouvrages ou d'articles de référence ou si vous connaissez des sites web de qualité traitant du thème abordé ici, merci de compléter l'article en donnant les références utiles à sa vérifiabilité et en les liant à la section « Notes et références ».
Brigitte Van Cappel de Prémont, dite Brigitte de Prémont née de Vassart d'Andernay le 25 octobre 1935 à Neuilly-sur-Seine (Seine) et morte le 11 février 2024 à Boulogne-sur-Mer (Pas-de-Calais),, est une femme politique française. 
Ayant succédé à Philippe Vasseur lors de sa démission, elle est députée de 1995 à 1997 de la troisième circonscription du Pas-de-Calais et maire de Bellebrune de 1971 à 2014.

## Biographie
Brigitte de Prémont est la petite-fille de Raoul Blin de Bourdon (1837-1940), plusieurs fois député de la Somme.
En 1971, Brigitte de Prémont est élue maire de Bellebrune, commune rurale du Pas-de-Calais ; elle n'appartient alors à aucun parti politique, mais est une femme de droite. Brigitte de Prémont prend sa carte de l'Union des démocrates pour la République (UDR) en 1972. Elle participe activement à la victoire de Solange Lehembre en 1973 dans le canton de Desvres
En 1976, l'UDR devient le RPR ; Brigitte de Prémont décide alors d'y adhérer.
En 1992, elle décide de se présenter aux élections cantonales dans le canton de Desvres et parvient à prendre le canton au Parti socialiste, alors que leur candidat est Michel Sergent, maire de Desvres.
À l'approche des élections législatives en 1993, Philippe Vasseur, qui sera ministre de l'Agriculture, la choisit comme suppléante.
Devenu ministre en 1995, Brigitte de Prémont lui succède au parlement jusqu'à la dissolution de 1997 ; le siège est alors récupéré par l'ancien ministre.
Alors qu'elle n'est plus députée, Brigitte de Prémont perd les élections cantonales en 1998 face au  conseiller qu'elle a battu en 1992, Michel Sergent. Elle se présente à une élection cantonale partielle a lieu en 2001 à la suite de la démission de Michel Sergent, devenu sénateur. Brigitte de Prémont se porte candidate avec l'étiquette UMP et est élue.
Lors des élections cantonales, elle perd le canton de Desvres obtenant près de 49 % des suffrages.
En 2008, des élections municipales sont prévues. Brigitte de Prémont se présente sur sa commune et est réélue maire. Soutenant une liste dissidente aux élections municipales de Boulogne-sur-Mer, elle est exclue de l'UMP puis seulement suspendue pour trois ans.